# Futgolf
Footgolf, Futegolf, Futgolf ou ainda Futegolfe é um esporte de precisão no qual os jogadores pontapeiam uma bola de futebol iniciando no tee de um campo de golfe, até que esta caia num buraco no solo e tentando fazê-lo num número mínimo de toques, à semelhança do golfe. O nome do desporto é uma junção das palavras "futebol" e "golf"..
No mundo, houve várias iniciativas de criar o Footgolf:
Na Espanha, em 1984, Manuel Belmonte Luque, registrou o termo em uma academia;
No Brasil, Antão Virissimo Santor teve a ideia do novo esporte ao ter sua primeira aula de golfe em 1999 e promoveu o primeiro torneio da histária da modalidade nas cidades de Foz do Iguaçu  e Medianeira, em Abril do ano de 2000. Antão usou as regras do golfe com base para o novo esporte e patenteou o termo Futegolfe no INPI (instituto Nacional de Propriedade Industrial) do Brasil em 2004, criou a ABFG (Associação Brasileira de Futgolof) em 2011 e foi seu presidente até 2020, quando a transformou em CBFG (Confederação Brasileira de Footgolf)
Na Suécia, em 2003 foi criada a versão do Futgolf com obstácuilos, por Joakim Viberg, com expansão na Dinamarca, Alemanha e outros países da Europa,
Michael Jansen, aperfeiçoou o Futgolf, chamando-o  de Footgolf, em 2009, na Holanda. Definiu o uniforme da modalidade e manteve as regras do golfe, como base, definidas anteriormente, no primeiro torneio da modalidade promovido por Antão Santor no ano de 2000, no Brasil.
Em 2012 foi criada a FIFG (Federation for International Footgolf), durante a primeira Copa do Mundo da Modalidade, na Hungria. A FIFG promoveu sua segunda Copa do Mundo no ano de 2016, na Argentina e a terceira no Marrocos em 2018.
Devido a Pandemia a FIFG cancelou a Copa de 2020 que seria no Japão de vai promover a Copa no ano de 2023, em Orlando nos U.S.
Como se joga:
1. Vence quem fizer todo o circuito no campo, os 18 buracos, com menos chutes. A bola deve ser sempre jogada a partir do local pré definido para cada buraco e onde parar em um chute, deve ser dado o seguinte, até atingir o buraco. Contam-se todos os chutes e penalizações.
2. No individual vence que fizer o campo com menor número de chutes. Grandes torneios podem ter 3 ou 4 rodadas em dias diferentes, quando os chutes são somados para se vencer.
3. O footgolf é um desporto individual, mas pode ser jogado em duplas ou mesmo  disputado entre equipes. Não necessita de juíz;
4. Nas disputas entre equipes aquela que tiver mais jogadores vencendo, é declarada vencedora.

Sendo uma mescla do golfe com o futebol, o footgolf absorve todos os princípios do golfe como respeito aos demais competidores, cavalheirismo e ética nas contagem dos pontos. Do futebol ele usa a bola e segue os movimentos dos chutes, principalmente para se vencer longas distâncias.
De prática mais fácil e amigável que o golfe e menos exigente que o futebol, principalmente quanto ao preparo físico, com menor risco de contusões, o footgolf vem conquistando adeptos no mundo todo, e tornando-se uma paixão de muitos praticantes que o adotam como hobie de estimação, enfrentando grandes viagens para disputar e desfrutar deste esporte que além de ser muito saudável, serve para fazer novas amizades.
Atualmente mais de 40 países, de todos os continentes tem a modalidade oficializada, com maior destaque para Argentina, França, UK e U.S., onde estão a maioria dos campeões mundiais.

## Torneios
- O primeiro torneio da história do Footgolf ocorreu no Brasil no ano de 2000, denominado Brasil 500 anos.
- A FIFG promoveu três Copas do Mundo: Hungria em 2012, Argentina em 2016 e Marrocos em 2018, além do ranking world Tour a partir do ano de 2017.

## COPAS DO MUNDO de Footgolf
O primeiro campeonato mundial foi realizado em Budapeste, Hungria: em junho de 2012, oito países (Hungria, Argentina, Bélgica, Grécia, Países Baixos, Itália, México e Estados Unidos da América) reuniram-se em Budapeste, sendo o campeonato disputado no campo de golfe Kisoroszi. Cerca de 80 jogadores circularam pelos 18 buracos no primeiro dia, e outros 18 no segundo. No final o húngaro Béla Lengyel foi o primeiro classificado, ficando à frente dos também húngaros Peter Nemeth (2.º) e Csaba Féhér (3.º).

## Em Portugal
O footgolf em Portugal foi apresentado em 9 de fevereiro de 2013, em Cascais.
RESULTADOS
1 Alexandre TAVARES (42)
2/Tiago FORSECA (44)
3/Pedro XAVIER 45 * Count back
4/Paulo ARMARDA 45 * Count back
5/Diogo MARTINEZ 45
HOLE IN ONE (Ghole 2) Francisco CYRNE
“Longest kick “> Diogo MARTINEZ
“Nearest the Ghole”> PEDRO XAVIER
 É regulado pela Associação Desportiva Portuguesa de Footgolf.